# Internet Information Services
Internet Information Services е пакет от сървърни услуги, включващ уеб сървър, пощенски сървър и сървър за споделяне на файлове. Създаден от Microsoft, той е конкурентът на Apache и sendmail при Unix системите.

## Преглед
Най-важния от горепосочените компоненти е уеб сървърът. Той поддържа всички стандарти за уеб като HTTP 1.0/1.1. За разлика от Apache, той може да работи само под Windows.